# CCN Cycling Team/Saison 2014
Dieser Artikel listet Erfolge und Fahrer des Radsportteams CCN Cycling Team in der Saison 2014 auf.

## Erfolge in der UCI Asia Tour
Bei den Rennen der UCI Asia Tour im Jahr 2014 gelangen dem Team nachstehende Erfolg.
| Datum     | Rennen                         | Kat. | Sieger            |
| --------- | ------------------------------ | ---- | ----------------- |
| 24. April | 4. Etappe Le Tour de Filipinas | 2.2  | Ariya Phounsavath |

## Zugänge – Abgänge
| Zugänge                | Team 2013                               | Abgänge                         | Team 2014             |
| ---------------------- | --------------------------------------- | ------------------------------- | --------------------- |
| John Bohn Ebsen        | Synergy Baku Cycling Project            | Sven De Weerdt                  | Astellas Cycling Team |
| Roman Van Uden         | Node 4-Giordana Racing                  | Lee Ki-suk                      | Seoul Cycling Team    |
| Jason Christie         | OCBC Singapore Continental Cycling Team | Shu Ming Liu                    | Team Gusto            |
| Ahmad Radhey Hj Johor  | Neoprofi                                | Muhammad Raihaan Abd Aziz       | Unbekannt             |
| Im Jae-yeon            | Neoprofi                                | Mohammad Nurhaimin Awang        | Unbekannt             |
| Mohammad Nazri Mastani | Neoprofi                                | Fito Bakdo Prilanji             | Unbekannt             |
| Ariya Phounsavath      | Neoprofi                                | Caleb Jones                     | Unbekannt             |
|                        |                                         | Mohamad Azizi Kamal             | Unbekannt             |
|                        |                                         | Abdul Hatiz Surawadi Md Tamin   | Unbekannt             |
|                        |                                         | Lee Rodgers                     | Unbekannt             |
|                        |                                         | Azmi Abd Hadzid (bis 25. April) | Unbekannt             |
|                        |                                         | Jason Christie (bis 10. Juli)   | Unbekannt             |

## Mannschaft
| Name                                      | Geburtstag         | Nationalität       |
| ----------------------------------------- | ------------------ | ------------------ |
| Daniel Abraham                            | 11. Februar 1985   | Niederlande        |
| John Bohn Ebsen                           | 15. November 1988  | Dänemark           |
| Hari Fitrianto                            | 20. Juni 1985      | Indonesien         |
| Rob Gitelis                               | 23. Oktober 1967   | Vereinigte Staaten |
| Ahmad Radhey Hj Johor                     | 26. März 1991      | Brunei             |
| Im Jae-yeon                               | 6. September 1991  | Südkorea           |
| Mohammad Nazri Mastani                    | 28. Dezember 1994  | Brunei             |
| Muhammad Syazwi Azhar Muhammad Hairolrani | 19. September 1992 | Brunei             |
| Lex Nederlof                              | 10. Juni 1966      | Niederlande        |
| Ariya Phounsavath                         | 2. März 1991       | Laos               |
| Roman Van Uden                            | 29. Oktober 1988   | Neuseeland         |
| Yin Chih Wang                             | 21. Oktober 1988   | Chinesisch Taipeh  |